# Woodland Cemetery (Des Moines, Iowa)
Koordinaten: 41° 35′ 22,1″ N, 93° 38′ 53,1″ W

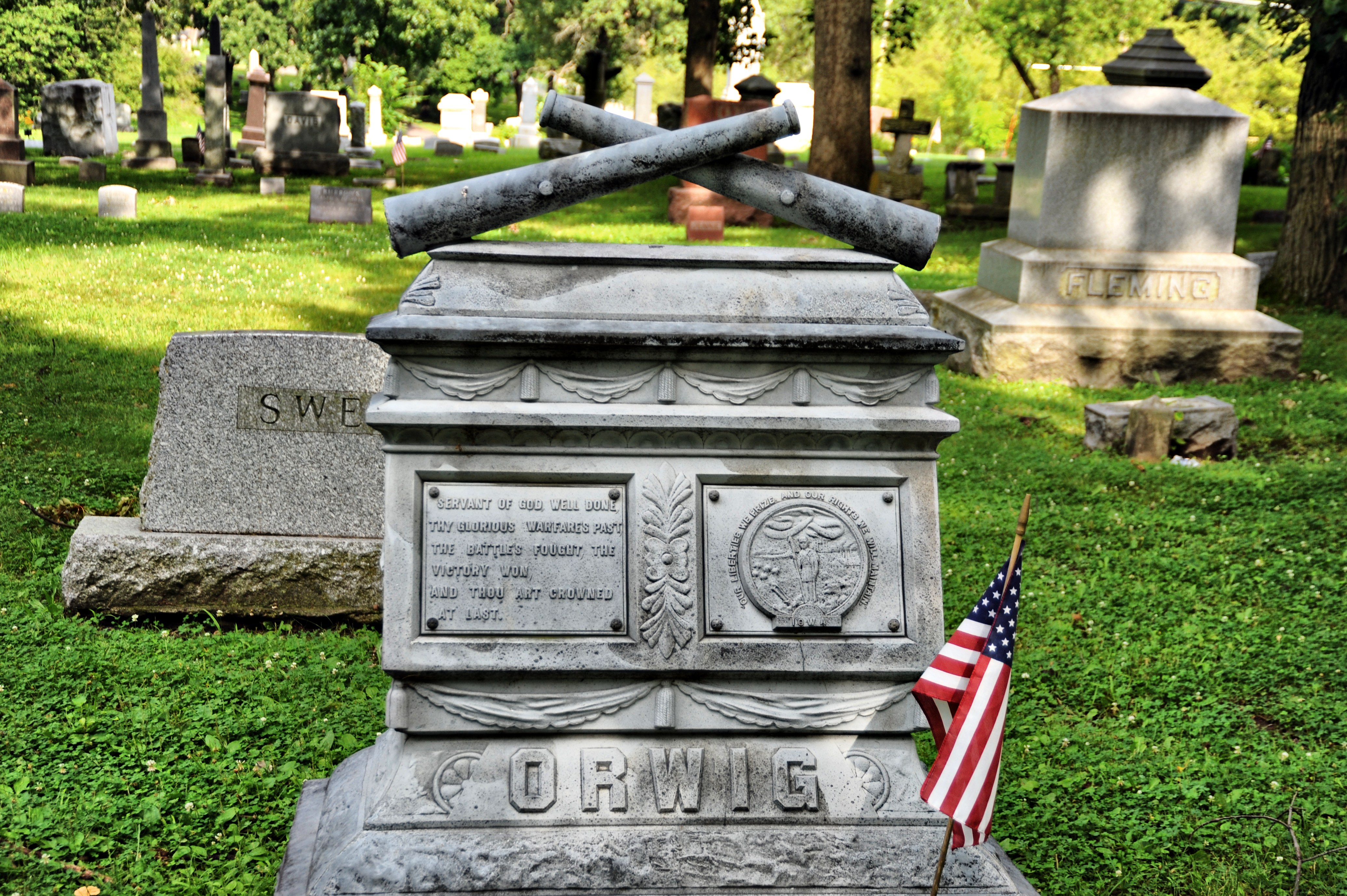
Grabstein auf dem Woodland Cemetery

Der Woodland Cemetery ist der älteste Friedhof in Des Moines, Iowa. Er wurde 1848 gegründet, noch bevor Des Moines zur Hauptstadt des Bundesstaates bestimmt wurde. Es ist ein kommunaler Friedhof, der zum Des Moines Parks and Recreation Department gehört. Er hat eine Fläche von 69 Acres (28 Hektar) und liegt an der Kreuzung von 20th Street und Woodland Ave. Der Friedhof umfasst mehr als 80.000 Gräber.

## Geschichte
Der Friedhof wurde 1848 angelegt, als fünf ortsansässige Farmer insgesamt 5,5 Acres (2,2 Hektar) Land zur Verfügung stellten. Der ursprüngliche Name des Friedhofes war Fort Des Moines Cemetery. Die erste Beerdigung fand 1850 statt. Die Stadt übernahm den Friedhof 1857 in ihr Eigentum und vergrößerte ihn 1864 um weitere 36,5 Acres. Seitdem wurde er erweitert auf heute 69 Acres (28 Hektar). Er beherbergt heute mehr als 80.000 Gräber. Die City Receiving Vault, die dazu diente, die Verstorbenen aufzubewahren, wenn der Boden zu stark gefroren war, um ein Grab auszuheben, wurde in den 1880er Jahren erbaut.

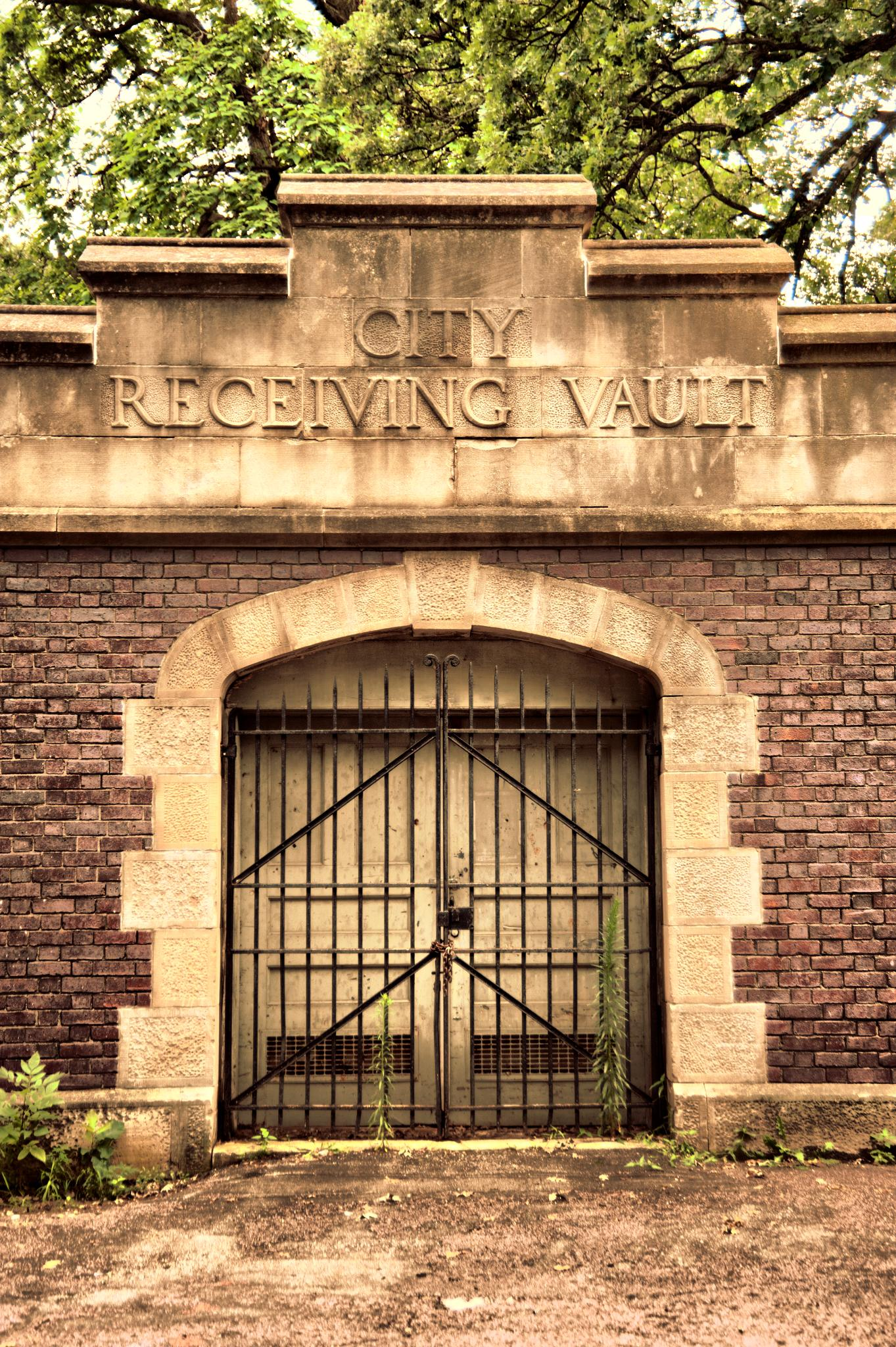
City Receiving Vault

Innerhalb des Geländes befinden sich verschiedene Teilflächen. Darunter ist der 1866 von anderer Stelle in Des Moines verlegte St. Ambrose Cemetery, der 1871 begründete jüdische Friedhof sowie der Independent Order of Odd Fellows Cemetery.
1986 erklärte der Stadtrat von Des Moines den Friedhof zu einem örtlichen Kulturdenkmal. Seitdem wurden verschiedene Instandsetzungsmaßnahmen durchgeführt. So wurde 2012 der Bogen über dem Eingang erneuert und mit der Restaurierung des Mausoleums von Samuel Merrill, dem siebenten Gouverneur von Iowa, begonnen. Ein Projekt, mit dem hunderte von zuvor unmarkierten Kindergräbern aus den Anfangstagen des Friedhofs mit Grabtafeln versehen wurden, konnte im April 2017 abgeschlossen werden.
Eine Reihe historischer Stadtviertel liegt in der nächsten Umgebung des Friedhofs, darunter Sherman Hill im Osten, Woodland Place im Westen und Ingersoll Place im Südwesten.

## Erwähnenswerte Grabstätten

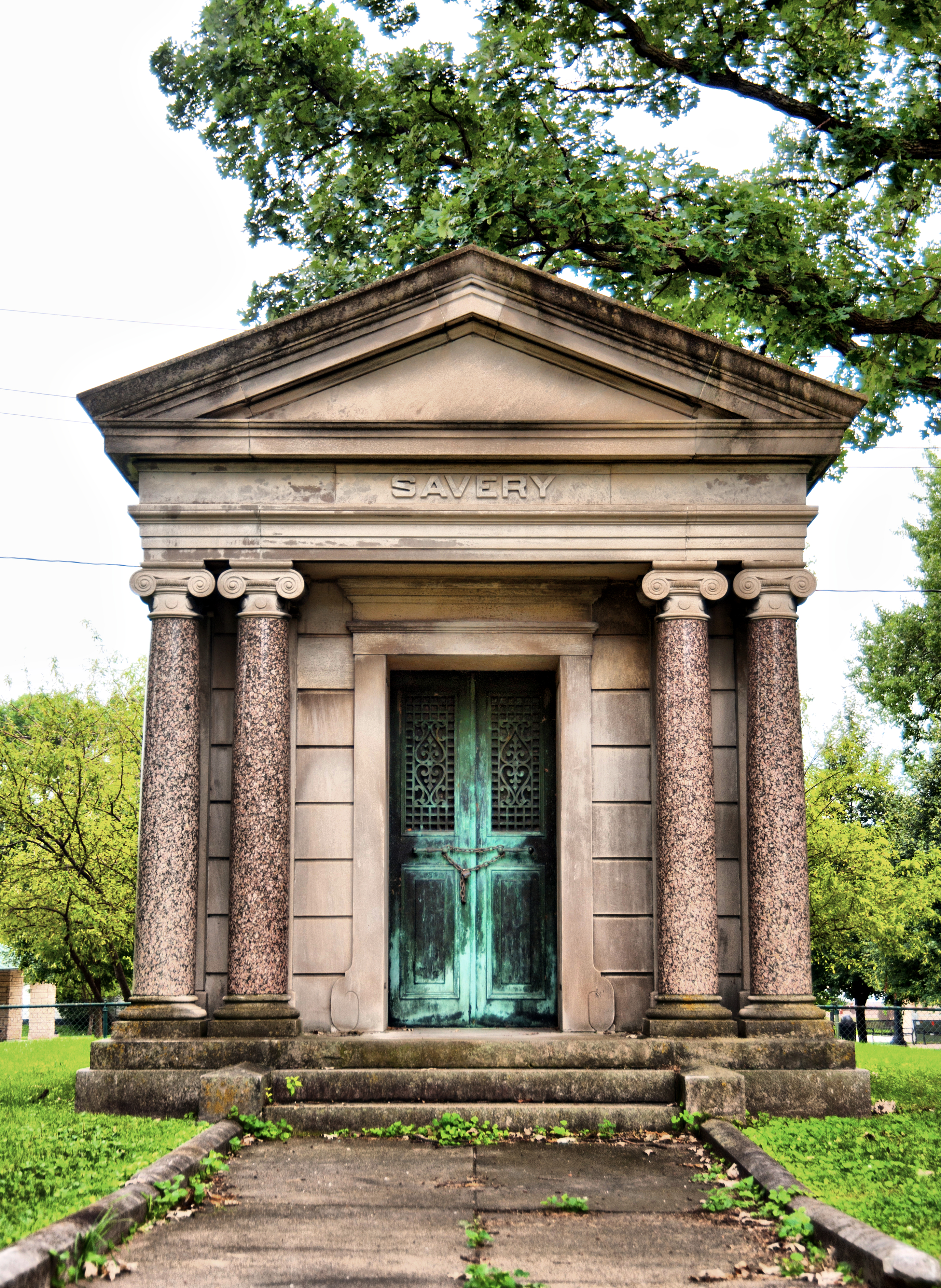
Savery Mausoleum

- Rollin V. Ankeny (1830–1901), Soldat
- Nathaniel B. Baker (1818–1876), Politiker
- Rose Connor (1892–1970), Architektin
- Ira Cook (1821–1902), Geschäftsmann und Politiker
- Marcellus M. Crocker (1830–1865), General im Sezessionskrieg
- Albert B. Cummins (1850–1926), 18. Gouverneur Iowas
- Josiah Given (1828–1908), Anwalt, Soldat und Richter am Iowa Supreme Court
- Cora Bussey Hillis (1858–1924), Kinderrechtsaktivistin[5]
- John A. Kasson (1822–1910), Politiker
- John MacVicar (1859–1928), Bürgermeister von Des Moines (gewählt 1896, 1898, 1900 und 1928)[6]
- Samuel Merrill (1822–1899), 7. Gouverneur von Iowa
- Emory Jenison Pike (1876–1918), Empfänger der Medal of Honor[5]
- Charles A. Rawson (1867–1936), Senator für Iowa im Jahr 1922
- Annie Nowlin Savery (1831–1891), Suffragette und Philanthropin[7]
- Hoyt Sherman (1827–1904), Bankier, Namensgeber des Hoyt Sherman Place[8]
- Hiram Y. Smith (1843–1894), Politiker
- Seward Smith (1830–1887), Jurist und Politiker
- Sumner F. Spofford, einer der frühen Bürgermeister von Des Moines[1]
- James M. Tuttle (1823–1892), General
- Henry Cantwell Wallace (1866–1924), Politiker
- James B. Weaver (1833–1912), Politiker
- George G. Wright (1820–1896), Politiker
- Lafayette Young (1848–1926), Journalist
- Sarah Palmer Young (1830–1908), Krankenschwester und Autorin